# Ronco Biellese
Ronco Biellese (piemontiul: Ronch ëd Biela) település Olaszországban, Piemont régióban, Biella megyében. Lakosainak száma 1406 fő (2023. január 1.). Ronco Biellese Biella, Pettinengo, Ternengo, Valdengo, Vigliano Biellese és Zumaglia községekkel határos.

## Népesség
A település lakossága az elmúlt években az alábbi módon változott:
| Lakosok száma | 1514 | 1537 | 1406 |
|               | 2017 | 2018 | 2023 |